# Saurauia achyrantha
Saurauia achyrantha är en tvåhjärtbladig växtart som beskrevs av Friedrich Ludwig Diels. Saurauia achyrantha ingår i släktet Saurauia och familjen Actinidiaceae. Inga underarter finns listade i Catalogue of Life.